# 古薩里 (拉季維利夫區)
50°13′4″N 25°27′35″E / 50.21778°N 25.45972°E
古薩里（烏克蘭語：Гусари），是烏克蘭西北部的村莊，隸屬里夫內州的杜布諾區。該村始建於1745年，面積0.13平方公里，海拔高度225米，2001年人口50，人口密度每平方公里393.7人。